# Григор'євка (Чаїнський район)
Григо́р'євка (рос. Григорьевка) — присілок у складі Чаїнського району Томської області, Росія. Входить до складу Підгорнського сільського поселення.

## Населення
Населення — 218 осіб (2010; 194 у 2002).
Національний склад (станом на 2002 рік):
- росіяни — 91 %